# Graham Harbey
Graham Keith Harbey (Chesterfield, 29 agosto 1964) è un ex calciatore inglese, di ruolo difensore.

## Caratteristiche tecniche
Era un terzino sinistro.

## Carriera
Dal 1980 al 1983 gioca nelle giovanili del Derby County, con cui nella stagione 1983-1984 esordisce tra i professionisti, giocando 19 partite nella seconda divisione inglese. Il club a fine anno retrocede in terza divisione, categoria nella quale nelle stagioni 1984-1985 e 1985-1986 Harbey totalizza complessivamente 7 presenze ed una rete; al termine della stagione 1985-1986 il Derby County torna in seconda divisione, campionato che vince nella stagione 1986-1987, stagione in cui Harbey totalizza 14 presenze ed una rete in campionato. A fine stagione viene ceduto all'Ipswich Town, altro club di seconda divisione, con cui nella stagione 1987-1988 gioca stabilmente da titolare realizzando una rete in 35 presenze, a cui aggiunge 23 presenze l'anno seguente. Nella stagione 1989-1990 dopo aver giocato un'ultima partita con l'Ipswich Town viene ceduto al West Bromwich, con cui conclude la stagione giocando ulteriori 35 partite in seconda divisione. L'anno seguente gioca invece 21 partite (in cui segna anche una rete), a cui seguono 46 presenze in terza divisione nella stagione 1991-1992, al termine della quale viene ceduto allo Stoke City, con cui gioca 17 partite e conquista una promozione dalla terza alla seconda divisione inglese, categoria nella quale gioca ulteriori 2 partite nella stagione 1993-1994, la sua ultima da professionista: in seguito gioca infatti con i semiprofessionisti dei Gresley Rovers.

## Palmarès

### Club

#### Competizioni nazionali
- Campionato inglese di seconda divisione: 1

Derby County: 1986-1987
- Campionato inglese di terza divisione: 1

Stoke: 1992-1993